# Ctenophthalmus euxinicus
Ctenophthalmus euxinicus är en loppart som beskrevs av Rostigayev et Alaniya 1963. Ctenophthalmus euxinicus ingår i släktet Ctenophthalmus och familjen mullvadsloppor. Inga underarter finns listade i Catalogue of Life.